# 주파령
주파령(注坡嶺)은 강원특별자치도 철원군 원남면 주파리와 화천군 상서면 산양리를 잇는 고개이다. 높이는 490m이다.
남북 분단 전까지 화천과 금성을 잇는 교통로였지만, 한국 전쟁으로 남북이 분단된 이후에는 7사단의 군용도로로 쓰이고 있다.